# وزارة الاستدامة والبيئة (سنغافورة)
وزارة الاستدامة والبيئة (بالملايوية: Kementerian Kemampanan dan Sekitaran)‏؛ (بالصينية: 永续发展与环境部)؛ (بالتاميلية: நீடித்த நிலைத்தன்மை, சுற்றுப்புற அமைச்சு)‏ هي وزارة تابعة لحكومة سنغافورة مسؤولة عن صياغة وتنفيذ السياسات المتعلقة بالبيئة والمياه والغذاء في سنغافورة.

## وصلات خارجية
- الموقع الرسمي